# Norbert Meier
Norbert Meier (Reinbek, 20 september 1958) is een Duits voetbalcoach en voormalige Duits international.
Sinds 1 januari 2008 is Meier de trainer van Fortuna Düsseldorf.
Meier was voorheen onder meer trainer van MSV Duisburg en liet zich, in dienst van die club, in de wedstrijd met 1. FC Köln helemaal gaan. In de 82e minuut had Meier na een woordenwisseling met voetballer Albert Streit van Köln. Meier gaf Streit vervolgens een kopstoot, waarna Meier ineens ter aarde stortte. Scheidsrechter Manuel Gräfe stuurde Streit en Meier door middel van het geven van een rode kaart naar de tribune.
MSV Duisburg gaf vervolgens een waarschuwing en een boete aan Meier. Daarop volgde alsnog het ontslag, omdat de kritiek op Meier enorm was.
Uiteindelijk werd Meier ook door de Duitse voetbalbond voor drie maanden geschorst en ook van hen kreeg hij een boete.
Meier werd op 27 mei 2013 ontslagen door zijn werkgever Düsseldorf. In juni 2016 tekende hij voor twee jaar als trainer-coach van het gepromoveerde SV Darmstadt 98, waar hij Dirk Schuster opvolgde. Zes maanden later werd hij ontslagen.